# Constancio Farfán
General Constancio Farfán Campos fue un militar mexicano que participó en la Revolución mexicana.

## Inicios
Nació en Tenextepango, municipios de Villa de Ayala, Morelos. En marzo de 1911 ingresó como soldado raso a la causa rebelde, bajo las órdenes directas de Emiliano Zapata. 

## Zapatismo
Permaneció fiel al movimiento zapatista en sus luchas contra Francisco I. Madero, Victoriano Huerta y Venustiano Carranza, hasta obtener el grado de General. Se caracterizó por un gran espíritu organizador, por su valor temerario y por poseer una gran energía, "siendo un ejemplo para la tropa", según relatos zapatistas. Murió a causa de unas heridas recibidas en un combate en Izúcar de Matamoros, Puebla, el 17 de noviembre de 1917. Entre la tropa zapatista le apodaban “El Cristo”. 